# Музей еротики Беате Узе
Музей еротики Беате Узе присвячений мистецтву і історії сексу відкритий 1996 року в Берліні, має чверть мільйона відвідувачів на рік і входить до першої п'ятірки музеїв міста за відвідуваністю.
Колекція має понад 5000 експонатів з усього світу, стверджується, що це найбільший музей еротики у світі.